# La Guerre des Sambre
Pour les articles homonymes, voir Sambre (homonymie).
La Guerre des Sambre est une série de bande-dessinée. Elle fait partie de la collection Sambre. Yslaire est toujours le scénariste mais il a confié les dessins à Jean Bastide et Vincent Mezil pour le cycle d'Hugo & Iris, à Marc-Antoine Boidin pour le cycle de Werner et Charlotte, Maxime & Constance, et il devrait se charger de celui de Aam et Yev.

## Synopsis
La Guerre des Sambre raconte l'histoire d'Hugo et Iris, parents respectifs de Bernard et Julie, personnages de Sambre, puis celle de Werner et Charlotte, parents de Maxime-Augustin (père de Hugo).

## Albums
La série se décompose comme suit :
- Premier degré d'ascendance : Werner & Charlotte (1768-1769)
  - Chapitre 1 : L'Éternité de Saintange (2010)
  - Chapitre 2 : La Messe rouge (2011)
  - Chapitre 3 : Votre enfant, comtesse... (2012)
- Génération de Cujus : Maxime & Constance (1789-1794)
  - Chapitre 1 : La fiancée de ses nuits blanches (2014)
  - Chapitre 2 : Le Petit Jour de la mariée (2015)
  - Chapitre 3 : Le Regard de la veuve (2018
- Première génération : Hugo & Iris (1830-1847)
  - Chapitre 1 : Le Mariage d'Hugo (2007)
  - Chapitre 2 : La Passion selon Iris (2008)
  - Chapitre 3 : La Lune qui regarde (2009)